# Ludwig von Fabini

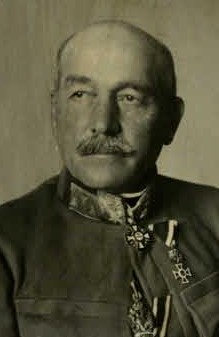
Ludwig von Fabini

Ludwig Hermann (von) Fabini (* 6. Juli 1861 in Mediasch; † 11. Dezember 1937 in Temešvár) war ein österreich-ungarischer Offizier, bekannt als Führer der späteren Kaiserjäger-Division im Ersten Weltkrieg, zuletzt General der Infanterie.

## Leben

### Herkunft
Er wurde als Sohn des Gymnasiumprofessors und späteren Pfarrers Johann Fabini (1825–1899) und der Tochter des Bürgermeisters von Mediasch, Josefa, geborene Auner, (1832–1901) in Siebenbürgen geboren. Er erhielt zu Ehren des Onkel Ludwig Fabini (1830–1906), eines k. u. k. Feldzeugmeisters und Kommandierenden Generals dessen Namen.

### Frühe Militärkarriere
Nach dem Besuch des evangelischen Gymnasiums in Mediasch besuchte er zwei Jahre die Infanterie-Kadettenschule in Prag. Er wurde im böhmischen Infanterie-Regiment Nr. 36  zum Leutnant befördert, nach dreijährigem Dienst zum Oberleutnant ernannt und danach an die Wiener Kriegsschule abkommandiert.
Nach der Absolvierung der Wiener Kriegsschule wurde er 1899 dem Generalstab zugeteilt. Nach weiteren Dienststellungen in Lemberg und Innsbruck folgten für dreieinhalb Jahre Tätigkeiten im Kriegsministerium, die Beförderung zum Hauptmann und danach die Versetzung zum Infanterie-Regiment Nr. 48 nach Preßburg und später nach Großkanischa. Danach wurde er Generalstabschef der k.u.k. 33. Infanterietruppendivision in Komorn. Am 1. Oktober 1899 wurde er nach Wien kommandiert und übernahm bis 1905 eine Sektion der kaiserlichen Militärkanzlei. Nach seiner Beförderung zum Oberst am 3. Januar 1906, leistete er kurz aktiven Truppendienst in Innsbruck und übernahm danach für anderthalb Jahre die Stelle des Generalstabschefs des V. Korps in Preßburg. Am 1. November 1911 wurde er zum  Generalmajor befördert und übernahm die Führung der 11. Infanterie-Brigade in Graz. Am 20. Oktober 1912 wurde er in den Adelstand als Ludwig Ritter von Fabini erhoben.

### Im Ersten Weltkrieg
Zu Kriegsbeginn (August 1914) führte er die 11. Brigade im Rahmen des „Eisernen“ III. Korps (General der Infanterie Emil Colerus von Geldern) bei der k.u.k. 6. Infanterietruppendivision (FML Gelb von Siegesstern) in der Schlacht bei Zloczow und bei den Rückzugskämpfen um Lemberg. Ende September 1914 übernahm er die Führung der k.u.k. 8. Infanterietruppendivision und wurde am 9. November 1914 zum Feldmarschallleutnant befördert. Mitte September 1914 hatte sich seine Division im Rahmen des XIV. Korps bei Leżajsk hinter den San zurückgezogen und beteiligte sich bei Gegenangriffen der Korpsgruppe Roth von Limanowa-Łapanów nördlich der Weichsel an der Szreniawa. Anfang Dezember nach Neusandez in die Karpaten verlegt, führten seine Truppen in der Schlacht von Limanowa–Lapanow einen erfolgreichen Gegenangriff. Zwischen dem 6. Mai und dem 25. Juni 1915 rückten seine Truppen infolge des Durchbruches im Raum Tarnów von der Biala wieder über San vor.
Mitte Juli 1915 wurde die 8. ITD. nach dem Kriegsausbruch mit Italien an die Front am Isonzo nach Tolmin verlegt. Ab Oktober 1915 kam sie an die Gebirgsfront in den Dolomiten zum Einsatz. Mitte Mai 1916 waren Fabinis Truppen im Rahmen des XX. Korps an der Südtiroloffensive beteiligt. Am 30. Mai eroberte die unterstellte 180. Brigade (Generalmajor Ignaz Verdroß) den Monte Priaforà nördlich von Schio, wo der Stellungskrieg neuerlich einsetzte. Am 9. Dezember 1916 wurde die 8. Division auf kaiserliche Anordnung mit dem Zusatz Kaiserjäger-Division ausgezeichnet. Schon Mitte August 1916 hatte Fabini als Nachfolger von General Arz von Straußenburg die Führung des VI. Korps übernommen. Im Januar 1917 ersetzte Fabini schließlich Karl Křitek als  Kommandanten des am Dnjestr eingesetzten  XVII. Korps und nahm im Verband der 7. Armee im Juli im Raum westlich von Nadwirna an der Abwehr der Kerenski-Offensive teil. Am 3. März 1918 wurde er in den Rang eines Generals der Infanterie befördert. Seine Truppen nahmen im Rahmen der k. u. k. Ostarmee  am Vormarsch in der Ukraine teil.
Nach dem Krieg trat Fabini in den Ruhestand und verbrachte seine Pension von 1920 bis 1934 abwechselnd in Graz und Mediasch. Er betätigte sich auch als Schriftsteller und trat als Anwalt für die Rechte des Mediascher und Kleinkokler Kreises ein. 1934 verlegte er seinen Wohnsitz nach Temešvár, wo er bis zu seinem Tode 1937 lebte. Seine Ehefrau Friederike, geborene Voss, überlebte ihn und hatte ihm während der Ehe drei Söhne und zwei Töchter geboren.

### Schriften
- Die Feuertaufe des Eisernen Korps: Der erste Tag der Schlacht von Złoczów am 26. August 1914 in: Militärwissenschaftliche Mitteilungen, Heft September/Oktober 1930.
- Monte Priaforà. Ein Ruhmesblatt der Tiroler Kaiserjäger aus der Maioffensive 1916 in: Militärwissenschaftliche Mitteilungen, Heft November/Dezember 1931.
- Die Kämpfe um die Hochfläche von Bainsizza in der 10. Isonzoschlacht vom 12. bis 30. Mai 1917 in: Militärwissenschaftliche Mitteilungen, Heft Mai 1933.
- Tiroler Kaiserjäger 1914/15 am San in: Militärwissenschaftliche Mitteilungen, Heft Dezember 1934.

### Trivia
In Die letzten Tage der Menschheit von Karl Kraus wird er als in seiner Funktion als Kommandant der 8. Infanterietruppendivision "Kaiserjäger-Division" als "Kaiserjägertod" bezeichnet:
Der Kommandant: Exzellenz, die Truppen erfrieren in den von Grundwasser erfüllten eisigen Löchern.
Kaiserjägertod: Wie hoch schätzen Sie die voraussichtlichen Verluste?
Der Kommandant: 4000.
Kaiserjägertod: Die Truppen sind befehlsgemäß zu opfern.

## Auszeichnungen
- Militär-Verdienstmedaille Bronze (1902)
- sächsischer Albrechts-Orden Offizierskreuz (1903)
- preußischer Königlicher Kronen-Orden II. Klasse (1903)
- Orden der Eisernen Krone III. Klasse (1904), II. Klasse mit Kriegsdekoration (1915), I. Klasse mit Kriegsdekoration (1917)
- Leopold-Orden Ritterkreuz (1909) mit Kriegsdekoration (1916), I. Klasse mit Kriegsdekoration (1917)
- Eisernes Kreuz II. Klasse (1915)
- Militärverdienstkreuz II. Klasse mit Schwertern (1916)
- Ehrenzeichen für Verdienste um das Rote Kreuz I. Klasse (1918)[1][2]